# SUPER BAD
SUPER BAD（スーパーバッド）は、1986年に結成された日本のロックバンド。
バンド名はジェームス・ブラウンの楽曲である「SUPER BAD」から名付けた。

## 来歴
1986年、関口道生（ギター）、鹿島達也（ベース）、遠藤典宏（ドラムス）によるセッションに高田エージ（ヴォーカル）が参加、SUPER BADとして活動開始。
1987年、パルコ・ライブ・アワード・オーディションの東京・神奈川地区大会でグランプリを獲得。また、ドクター・フィールグッドの来日公演ではオープニングアクトを務めた。
1988年、アルバム『SUPER BAD』、童謡『ドナドナ』をスカ・バージョンでカバーしたシングルでデビュー。
1989年、2ndアルバム『LOVE OR HATE』をリリース後、関口道生が脱退し、元MUTE BEATの内藤幸也が加入。
1990年、こだま和文などをゲストに迎えた3rdアルバム『QUE SERA SERA』をリリース。
1991年、元JAGATARAのメンバーなどをゲストに迎えた4thアルバム『SOUL SOUP』をリリース。
1992年、活動停止。
2013年、ゲストに松竹谷清（元TOMATOS）を迎え、再結成ライブが行われた。

## メンバー
- 高田エージ

ヴォーカル
元DUO（ネバーランドのギタリスト、大金泰博（ネバーランドでの活動時は阿部たくみ名義）との二人組）。
解散後、元てつ100%の杉原徹とのアコースティック・ユニットであるエージ&テツ、元JAGATARAのEBBYらとのユニットPHAT DOGS、そして2001年から大所帯バンドSUPER Goooooood!、ソロ・アーティストで活動。
- 関口道生（1963年3月3日 - )

ギター
脱退後、TOMATOSを経て、フィッシュマンズのサポートメンバーなどで活動。
- 鹿島達也（1962年8月20日 - )

ベース
解散後、てつ100%のメンバーを経て、遊佐未森や秦基博等のアレンジャーとして活動。
- 遠藤典宏（1962年12月30日 - 2016年8月9日）

ドラムス
2016年急病のため死去。
- 内藤幸也

ギター
元MUTE BEAT。解散後はARB、Zi:LiE-YA、ALLERGY等のメンバーとして活動。

## ディスコグラフィー

### シングル
1. 「ドナドナ / ダレカガ」（1988）
2. 「リゾート / マーシー・マーシー」（1989）

### アルバム
1. 「SUPER BAD」（1988）
2. 「LOVE OR HATE」（1989）
3. 「QUE SERA SERA」（1990）
4. 「SOUL SOUP」（1991）
5. 「REVIVE」（2013）　※再結成ライブ・アルバム

### オムニバス
1. 「夜間徘徊助長演奏会VOL.2」（1992）　※1992年新宿ロフトでのライブを3曲収録

## レコーディングに参加した主なミュージシャン
- こだま和文（MUTE BEAT）（トランペット）
- 上綱克彦（キーボード）
- 村田陽一（JAGATARA）（トロンボーン）
- 吉田憲司（トランペット）
- 竹野昌邦（サックス）
- 朝本浩文（MUTE BEAT）（キーボード）
- リクオ（キーボード）
- ハカセ（フィッシュマンズ）（キーボード）
- エマーソン北村（JAGATARA）（キーボード）
- ユカリ（JAGATARA）（コーラス、サックス）
- 増井朗人（MUTE BEAT）（トロンボーン）
- 佐久間正英（アレンジ）
- 篠田昌巳（JAGATARA）（サックス）

### SUPER BAD
- 公式ウェブサイト
- SUPER BAD official (@SUPERBAD_2013) - X（旧Twitter）
- Super BAD スーパーバッド (superbad2013) - Facebook

### 高田エージ
- 公式ウェブサイト
- 高田エージ (@SUPER_Goooooood) - X（旧Twitter）